# Discólisis percutánea
La discólisis percutánea (también conocida como ozonoterapia intradiscal) utiliza el ozono como tratamiento alternativo para el tratamiento de la hernia discal.
Consiste en inyectar ozono dentro del propio disco intervertebral responsable de la lesión.
Indicaciones:
es un tratamiento dirigido a las hernias discales, en cualquier nivel.
Las hernias discales son lesiones que se producen en los discos intervertebrales, a los que el paso de los años o lesiones traumáticas, hacen que se desplacen de su posición normal, presionando los nervios que transcurren a lo largo de la médula espinal y ocasionando fuertes dolores o incapacidad de movimiento.

## Formas de aplicación
El ozono se aplica mediante una inyección intradiscal entre vértebras.
La intervención se lleva a cabo simplemente con anestesia local o sedación.
No es una técnica agresiva, ya que no afecta áreas circundantes.
Su aplicación es factible en la mayoría de los traumas sobre distintos niveles (cervical, dorsal y lumbar).
La discólisis percutánea no puede ser utilizada en casos de hernias discales calcificadas o espondilolistesis de grado II o superior.
Tampoco es aconsejable hacer las punciones entre C1 a C3 por el peligro de lesionar el esófago que es un órgano no estéril a este nivel, como tampoco se aconseja hacer la punción entre D1 a D6 por el peligro de lesionar la pleura pulmonar y provocar neumotórax. El procedimiento de la discólisis se realiza bajo control radiológico, en un quirófano.

## Contraindicaciones
El ozono médico utilizado para las intervenciones carece de cualquier tipo de reacciones alérgicas o de interacción con los fármacos.
Sus únicas contraindicaciones conocidas son el hipertiroidismo, favismo, hemofilia,  hemorragias recientes y enfermos tratados con anticoagulantes Sintrom (acenocumarol).

## Controversia
Según Jerónimo Fernández Torrente, coordinador del Observatorio contra las pseudociencias, pseudoterapias, intrusismo y sectas sanitarias de la Organización Médica Colegial (OMC) de España, "no hay ninguna evidencia científica creíble que avale el uso del ozono como un tipo de terapia médica". Agrega que "La ozonoterapia no está aprobada ni por la Agencia Europea del Medicamento (EMA) ni por la Americana (FDA)". De hecho, expone Begoña Barragán, presidenta del Grupo Español de Pacientes con Cáncer (GEPAC), "en Estados Unidos está prohibido su uso y la venta de máquinas de ozonoterapia". Fernández Torrente concluye que solo se han podido encontrar en la literatura científica "algunos artículos con resultados esporádicos en el tratamiento de los dolores lumbares, que ofrecen resultados positivos, aunque ninguno de ellos es contrastable en la actualidad".